# Актай (река, впадает в Куйбышевское водохранилище)
Акта́й — река в Татарстане, впадает в Куйбышевское водохранилище. Устье реки находится в 8,6 км по левому берегу Камского залива. Длина 89 км, площадь бассейна 981 км².
Исток у деревни Верхние Матаки Алькеевского района, устье у села Измери Спасского района.
Максимальный расход воды 422 м³/с. Среднегодовой слой стока в устье 71 мм. В верховьях пересыхает. Минерализация в межень 500—700 мг/л. Сток зарегулирован.
До образования Куйбышевского водохранилища впадала в левую протоку в нижнем течении реки Кама.

## Притоки
- 5,1 км: Сушка (лв)
- 43 км: Ромоданка (пр)
- 45 км: Салманка (лв)
- 58 км: Челнинка (пр)
- 64 км: Вершина Актая (пр)
- Верхний Актай (пр)

## Данные водного реестра
По данным государственного водного реестра России относится к Нижневолжскому бассейновому округу, водохозяйственный участок реки — Камский участок Куйбышевского водохранилища от устья Камы до пгт Камское Устье без рек Шешма и Волга, речной подбассейн реки — нет. Речной бассейн реки — Волга от верховий Куйбышевского водохранилища до впадения в Каспий.

## Описание
Берёт начало в местности с абсолютными высотами до 177 м на западе Алькеевского района. Протекает по открытой равнинной местности Заволжской низменности. В верховьях течёт на северо-восток-восток, далее постоянно сворачивает налево, тем самым образуя дугу, и лишь у самого устья резко меняет направление течения с юго-западного на северное.
Русло извилистое от села Каргополь в среднем течении до устья, сохранились многочисленные следы старых русел.
Пересечения с крупными автодорогами: 16К-0121 (часть маршрута Казань — Самара) (дважды) и 16К-0196 (часть маршрута Казань — Болгар).
Крупнейший населённый пункт на реке — село Базарные Матаки.
Относительно высокая густота деревень по берегам наблюдается ниже слияния с рекой Салманка. Всего в бассейне реки расположено 42 населённых пункта с общим населением 13,1 тысячи человек, из них почти половина проживает в селе Базарные Матаки.